# Skrivergangen
Skrivergangen er en lille gade i Haraldsgadekvarteret på Nørrebro i København. Den er en sidegade til Jagtvej og ender i Rådmandsgade.
Gaden er navngivet efter erhvervet som skriver. Offentlig ansatte såvel som privat udøvende skrivere har været kendt siden oldtiden. Navnet skal ses som en moderne relation til Rådmandsgade og rådmanden. Byskriveren var i ældre tid en højtstående embedsmand.
Skrivergangen er opført på en gammel sandgrav. 
Karréen ud til Rådmandsgade/Lersø Parkallé/Jagtvej er bygget i gule mursten af arkitekt Louis Hygom for Københavns Kommune. Et par meters have er med til at give et lidt hyggeligt præg overfor værkstederne og småindustrien. Alt sammen lyst og luftigt og centreret om et stort lindetræ. 